# Buket Raya
Buket Raya is een bestuurslaag in het regentschap Aceh Timur van de provincie Atjeh, Indonesië. Buket Raya telt 270 inwoners (volkstelling 2010).